# حقوق الإنسان في أوروبا
حظت حقوق الإنسان في أوروبا بقدر من الاهتمام. ومع ذلك، توجد العديد من انتهاكات حقوق الإنسان مثل التعامل مع اللاجئين، ووحشية الشرطة. أشار التقرير السنوي لمنظمة العفو الدولية لعام 2012 إلى وجود بعض المشاكل في العديد من الدول الأوروبية. كانت بلاروسيا واحدة من أكثر الدول انتهاكًا لحقوق الإنسان في أوروبا، ووفقًا لصحيفة الأكونوميست، وهي الدولة الوحيدة في أوروبا التي تحكمها حكومة استبدادية على عكس باقي الدول الأوروبية التي تُعتبر حكوماتها على قدر من الديمقراطية، تتراوح ما بين الديمقراطية الكاملة والمعيبة والمختلطة (الهجينة).
على عكس الدول الأعضاء، لم ينضم الاتحاد الأوروبي نفسه حتى الآن إلى اتفاقية حقوق الإنسان لعام 2011.

## التاريخ
يتميز تاريخ حقوق الإنسان في أوروبا بالعديد من الأشكال المتناقضة بين التقدم الفكري والتشريعي، وانتهاكات حقوق الإنسان الأساسية في كل من أوروبا ومستعمراتها.

### قبل 1945
- الوثيقة العظمى عام (1215).
- جولدن بول لعام (1222) في هنغايا، والتي حددت للمرة الأولى حقوق النبلاء.
- قانون كاليس لعام (1264)، والذي يقدم العديد من الحقوق لليهود في بولندا ما أدى إلى «دولة داخل دولة» تتمتع بالحكم الذاتي.
- قانون كلكيني لعام (1367).
- فرمان السلطان محمد الثاني لعام (1463)، والذي يمنح الحرية لفرنسيسكان البوسة بعد الفتح العثماني لها.
- من القرن الخامس عشر إلى القرن التاسع عشر، انتشار تجارة الرقيق الأفارقة.
- عام (1529)، منع نيهيل نوفي في بولندا الفلاحين من مغادرة أراضيهم إلا بإذن أسيادهم الإقطاعيين.
- قانون ليثوانيا عام (1529).
- تأكيد اتحاد واسوا على الحرية الدينية لجميع سكان بولندا عام (1573).
- ميثاق الحقوق الإنجليزية عام (1689).
- إصدار البرلمان الأسكتلندي قانون المطالبة بالحقوق عام (1689).
- إلغاء العبودية في عهد الإمبراطور ليوبول الثاني في هابسبورغ بالنمسا عام (1781).
- إقرار حقوق الإنسان من قبل توماس باين عام (1790).
- إلغاء فرنسا للعبودية عام (1802).
- إلغاء بريطانيا لتجارة الرقيق عام (1807).
- إقرار قانون الإصلاح البريطاني والذي أعطى الشرعية للنقابات عام (1832).
- توسيع فنلندا لحق الاقتراع العام عام (1917).
- إقارا قانون بريطاني يمنح جميع الرجال تقريبًا حق الاقتراع، إلى جانب النساء اللاتي يمتلكن ممتلكات وأعمارهن فوق الثلاثين عامًا عام (1918).
- الهولوكوست من عام (1933) إلى عام (1945).

### في الفترة ما بين عام (1984-1945)
- قتلت بريطانيا وعذبت نحو 50,000 كيني في تمرد ماو ماو في الفترة ما بين عامي (1954- 1956).
- استخدمت فرنسا وجبهة التحرير الوطني التعذيب خلال حرب الاستقلال الجزائرية في الفترة ما بين عامي (1954-1962).
- ارتكبت الشرطة الفرنسية مذبحة في مظاهرة سلمية لمؤيدي جبة التحرير الوطني عُرفت فيما بعد بمذبحة باريس عام (1961).
- إطلاق الجيش البريطاني النار على متظاهرين سلميين في إيرلندا الشمالية فيما عُرف بالأحد الدامي عام (1972).
- غزو تركيا لكيرينيا وأموشستوس وريزوكارباسو وأجزاء من قُبرص، وارتكابها جرائم تطهير عرقي لنحو 87% من السكان عام (1974).
- اعتبار المحكمة الأوروبية لحقوق الإنسان تعذيب الحكومة البريطانية لأعضاء من الجيش الجمهوري الإيرلندي معاملة قاسية ولا إنسانيّة.

### من عام (1984) وحتى الآن
تنعم العديد من دول الاتحاد الأوروبي، وإيسلندا والنرويج وسويسرا والعديد من الدول الصغيرة الأخرى بتاريخ نظيف لحقوق الإنسان. يتضمن الانضمام للاتحاد الأوروبي الإقرار بالاتفاقية الأوروبية لحقوق الإنسان، وقد شُجعت العديد من الدول الأوروبية على الانضمام للاتحاد ومنها كرواتيا وتركيا بغرض الارتقاء بحقوق الإنسان، وخاصة الحق في التعبير وإلغاء عقوبة الإعدام.
ومع ذلك، أُدينت العديد من القوانين التي صدرت في أعقاب الحرب على الإرهاب بسبب انتهاكاتها لحقوق الإنسان. في بريطانيا، شُرِّعت العديد من القوانين الحقوقية الجديدة لحماية مجموعة أوسع من الحقوق الاقتصادية والسياسية والاجتماعية والقضائية والشخصية، وتوسيع الحقوق والحريات لتشمل الأقليات الاقتصادية والتجارية والتي لم تحظ باهتمام في ذلك الوقت. كما اعتمدت إنشاء محكمة عليا مُستقلة جديدة لتتمتع بسلطة قضائية على القوانين والسياسات الحكومية التي تنتهك الحقوق والحريات الأساسية.

#### لاتفيا
في لاتفيا، تُعتبر المواطنة واستخدام اللغة الأم والتمييز العرقي من أكثر المشكلات التي تواجه الأقلية الروسية نفسها. حاليًا، نصف المُتحدثين باللغة الروسية الذين يعيشون في لاتفيا هم مواطنون، بينما النصف الآخر منهم لا يحمل أي جنسية لأي بلد في العالم. يُشكل هؤلاء فئة قانونية فريدة من «المواطنين اللا لاتفيين». في بعض الحالات يكون وضعهم مشابهًا لمواطني لاتفيا مثل حصولهم على دعم قنصلية لاتفيا في الخارج، لكن في بعض الحالات الأخرى يحصلون على حقوق أقل من الأجانب فمثلًا يمكن للمهاجرين الجدد من الاتحاد الأوروبي التصويت في انتخابات البلديات وانتخابات الاتحاد الأوربي بينما لا يمكن للمواطنيين اللا لاتفيين التصويت.